# Куусамо
Куусамо (на фински: Kuusamo, произнася се [ˈkuːsɑmɔ]) е град в североизточна Финландия с население 16 491 жители (31 декември 2010). Площта на общината е 5809 km². Куусамо е важен финландски туристически център поради центъра за ски спортове Рука и природата си. Градът е международно известен като място на провеждане на международни състезания по зимни спортове.
В Куусамо се провеждат:
- кръг от Световната купа по ски бягане през 1995, 1997, 1998 и ежегодно от 2002 година.[1]
- кръг от Световната купа по ски скокове през 1996 и ежегодно от 2001 година.[2]
- кръг от Световната купа по северна комбинация ежегодно от 2002 година.[3]
- кръг от Световната купа по сноуборд през 2010 година.[4]